# Echa Polesia
Echa Polesia (pełny tytuł: Echa Polesia: Biuletyn Filaretów z Polesia) – kwartalnik w języku polskim ukazujący się w Brześciu nad Bugiem od 2004 roku.
Gazeta była organem brzeskiego oddziału Związku Polaków na Białorusi. Na czele redakcji stoi Alina Jaroszewicz. Pismo zamieszcza aktualności z życia społecznego Polaków na Białorusi, głównie koncentruje się jednak na szeroko rozumianej tematyce kulturalnej, historycznej i regionalnej. Obecnie „Echa Polesia” są jedną z niewielu gazet wydawanych na Białorusi w języku polskim. Pismo stroni od kontekstów politycznych, kieruje je na inną formę odradzania polskości na tych ziemiach, wiodącą poprzez ukazywanie polskich tradycji i ich współczesnego trwania.
Pod koniec 2005 roku przed gazetą stanęło widmo likwidacji, gdy Fundacja „Pomoc Polakom na Wschodzie” odmówiła jej finansowania. Według polskich mediów była to kara za niepodporządkowanie się redaktorki „Ech...” lojalnej wobec reżimu Łukaszenki frakcji w łonie ZPB.